# Jay Tufele
Jayleen Pea Tufele (Salt Lake City, 25 luglio 1999) è un giocatore di football americano statunitense che milita nel ruolo di defensive tackle per i New York Jets della National Football League (NFL).

## Carriera universitaria
Tufele, originario di Salt Lake City nello Utah, cominciò a giocare a football alla Bingham High School di South Jordan, dove praticò anche atletica leggera e rugby. Considerato tra i migliori 40 prospetti dell'anno per il college football, nel 2017 ricette oltre venti offerte di borse di studio da primarie università tra le quali  Michigan, Notre Dame, Ohio State, Utah, scegliendo infine di andare a giocare per USC impegnata nella Pac-12 Conference (Pac-12).
Dopo aver passato la sua prima stagione con i Trojans, quella 2017, da redshirt, ossia si allenava ma non poteva prendere parte a gare ufficiali, Tufele entrò stabilmente in squadra l'anno successivo chiuso con l'inserimento nel All-Pac-12 Second Team e premiato come miglior defensive lineman della squadra. Nel 2019 giocò da titolare tutte le 13 gare stagionali dei Trojans, facendo registrare 41 tackle e 4,5 sack, venendo inserito nel All-Pac-12 First Team e premiato ancora come miglior defensive lineman di USC.

## Carriera professionistica

### Jacksonville Jaguars
Tufele fu scelto nel corso del quarto giro (106º assoluto) nel Draft NFL 2021 dai Jacksonville Jaguars.
 Il 21 maggio 2021 firmò il suo contratto quadriennale da rookie.
Tufele debuttò come professionista nella gara del quinto turno della stagione 2021 contro i Tennessee Titans. Il 29 ottobre 2021 fu inserito in lista riserve/infortunati tornando disponibile oltre un mese dopo, il 4 dicembre. La sua stagione da esordiente si concluse con due tackle in quattro presenze, nessuna delle quali come titolare.
All'inizio della stagione successiva Tufele non rientrò nel roster attivo iniziale dei Jaguars e il 30 agosto 2022 fu svincolato.

### Cincinnati Bengals
Il 31 agosto 2022 Tufele firmò con i Cincinnati Bengals.
Nelle stagioni 2022 e 2023 ricoprì il ruolo di terzo nose tackle per i Bengals, dietro D.J. Reader e Josh Tupou, scendendo in campo rispettivamente in 7 e 10 gare.
Nella stagione 2024 ebbe maggior spazio collezionando 13 presenze, di cui quattro come titolare, in cui mise a segno 15 tackle e 0,5 sack.
Al termine dell'annata, essendo concluso il suo contratto quadriennale da rookie e non avendo rinnovato con i Bengals, Tufele diventò free agent.

### New York Jets
Il 17 marzo 2025 Tufele firmò un contratto annuale da 1,17 milioni di dollari con i New York Jets.